# Мрозик, Питер
Питер Бобань Мрозик (словацк. Peter Bobáň Mrozik; 9 апреля 1967, Терхова, Чехословакия - 28 июня 1994, Лос-Анджелес, Калифорния, США) американский хоккеист словацкого происхождения, центральный нападающий. Погиб в автокатастрофе в возрасте 27 лет.

## Личная жизнь
Питер Мрозик, урожденный Питер Бобань, родился в селе Терхова расположенном на территории северней Словакии. Семья Бобаневых переехала за рубеж во время Пражской весны, когда Питеру был всего лишь один год. Бобаневы, во-первых, поселились в соседней Австрии, и незадолго после добрались до США. Питер был воспитан в городах Нью-Хейвен и Хартфорд в штате Коннектикут. Когда был маленьким ребенком, его биологический отец скончался. Мать вышла второй раз замуж и Питер впоследствии принял фамилию своего сводного отца.

## Хоккейная карьера
Питер Мрозик начал заниматься хоккеем в Нью-Хейвене. К спорту привел его сводный отец. Несмотря, что никогда не был выбран во вступительном драфте НХЛ, получил приглашение в лагерь новичков команды Хартфорд Уейлерс в начале сезона 1987/88. После окончания лагеря Мрозику не досталось подписать контракт с командой НХЛ, однако хоккеист намеревался обеспечить себе место на списке игроков Бингемтон Уейлерс, выступавшего в лиге АХЛ как фермерская команда Хартфорда. В одной предсезонной игре Мрозик сломал руку и на этой травме закончилась возможность попасть в АХЛ.
Хоккейную карьеру возобновил в начале сезона 1989/90, когда стал игроком команды Калифорния Хокс, принимавшей участье в полупрофессиональной лиге ПСХЛ. Осенью 1990 года вернулся на родину, заключив контракт со Славией Эконом Братислава, но за эту команду успел сыграть только семь матчей и забить одну шайбу. Из-за неудовлетворительных результатов был контракт аннулирован.
После увольнения из словацкого клуба решил переехать в эстонскую хоккейную лигу. С 1992 года являлся игроком Кеемика Кохтла-Ярве. Два раза помог команде завоевать третье место.

## Смерть
Питер Мрозик погиб впоследствии автокатастрофы в Лос-Анджелес, летом 1994 года. Ему было 27 лет.